# Rondale Moore
Rondale DaSean Moore (New Albany, Indiana, 9 de junio de 2000) más conocido como Rondale Moore, es un jugador profesional estadounidense de fútbol americano que se desempeña en la posición de wide receiver en Arizona Cardinals, equipo de la National Football League (NFL).

## Carrera
Fue seleccionado en la segunda ronda en la Reunión Anual de Selección de Jugadores de la NFL de 2021. Hizo su debut profesional con el equipo Arizona Cardinals, donde lleva jugando tres temporadas.